# 吉岡弘行
吉岡 弘行（よしおか ひろゆき）は、日本の音楽家、作曲家、編曲家、指揮者。岡山県岡山市中区出身。

## 来歴・人物
岡山県立岡山芳泉高等学校、東京芸術大学音楽学部作曲科卒業。同大学院音楽研究科修了。
作曲を河田文忠、北村昭、小林秀雄、佐藤眞、指揮法を坂本和彦、ヘルムート＝リリンク、ヴァイオリンを井崎郁子、澤和樹、ピアノを野村真理の各氏に師事。
1982年度第9回笹川賞創作曲コンクール合唱部門2位及び1983年第52回日本音楽コンクール作曲部門(室内楽)第2位(1位なし)受賞。
これまでに日本ニューフィルハーモニー管弦楽団、岡山交響楽団、西日本医科学生オーケストラ、葛飾フィルハーモニー管弦楽団、北浦室内管弦楽団、原宿バロックアンサンブル、東京混声合唱団、武蔵野市民合唱団、同志社混声合唱団こまくさ、東京クローバークラブ、葛飾区民合唱団、ジョリーラジャース、松戸市民コンサート、葛飾区民ミュージカル等を指揮。現在は作曲家、編曲家、指揮者として広く活動。

## 主な作品

### 合唱
- 混声合唱
  - 混声合唱組曲
    - 「十ぴきのねずみ」 (谷川俊太郎：作詞)
    - 「風の詩集」 (門倉さとし：作詞)
    - 「あしたの灯」 (門倉さとし：作詞)
    - 「星座の海」(門倉さとし：作詞)

  - 「春」 <メリーケの主題による追想詩> (小野寺玉峰：作詞)
  - 混声合唱曲「ふるさと春夏秋冬」(編曲)
  - 瞳をとじて (平井堅：作詞・作曲)

- 同声(女声)合唱
  - 児童(女声)のための合唱組曲「虫の絵本」 (まど・みちお：作詞)
    - 初演：1995年9月3日 岡山シンフォニーホール

  - 女声合唱組曲「風の詩集」 (門倉さとし：作詞)
  - 女声（児童）のための合唱組曲「キュイジーヌ」 (伊藤千鶴：作詞)
  - 女声合唱とピアノのための小組曲「レモンの車輪」
  - 少年少女のための合唱組曲「雲雀の歌」

- 男声合唱
  - 男声合唱曲「Requiem」Op.48
  - 男声合唱組曲「冬の旅」
  - 「わたしのうた」
  - 「ろくにんのビッグショー」

### その他
- ミュージカル「うちの猫がいなくなった」
- オペラ「ひかりのゆりかご」「君と見る夢」
- 管弦楽のための「レ・プレリュード」
- 序曲「瀬戸内の風」
- 仏教カンタータ「女人讃嘆」「わらべの祈り」「花の韻」「十三仏尊」
- 弦楽四重奏曲第1番
- 弦楽四重奏曲第2番
- びじゅチューン!（コーラス編曲、NHK Eテレ、2013年 - ）
- 水元小合学園校歌